# 马里奥·卢夏尼
马里奥·卢夏尼（義大利語：Mario Lusiani，1903年5月4日—1964年9月3日），意大利男子自行车运动员。他曾代表意大利参加1928年夏季奥林匹克运动会自行车比赛，获得男子团体追逐赛金牌。